# Kaiser band
Kaiser je bio ex YU Hard rok bend osnovan u Paraćinu u aprilu mesecu 1985. godine.

## Istorija benda
Posle nekoliko personalnih promena u prvom periodu rada, prvi stalni line-up su činili: Željko Žagar (Svetozarevo, 07.05.1966.- Beograd, 17.03.2011. osnivač benda)  -vokal, Nebojša Petrović Gule (Paraćin, 19.09.1968.) - ritam i solo gitara, Dejan Maxa Maksimović (Paraćin 13.08.1968.) - ritam i solo gitara, Vladimir Vlada Simić (Paraćin 30.06.1967. - Kruševac, 09.07.2021.) - bas gitara i Zoran Jovanović Specky (Paraćin 06.09.1968.) - bubnjevi. Pred kraj leta iste godine, bend dobija i klavijaturistu - Sašu Stajića Stajcu (Paraćin 25.06.1967.).
Ime benda je preuzeto kao skraćenica austrijskog brenda Kaiser Brau Union Österreich.
Svoj prvi nastup bend ostvaruje na Gitarijadi u brigadirskom naselju 7. juli u Paraćinu 22.07.1985. godine. Za Doček Nove 1986. godine, bend ostvaruje veoma zapažen samostalni nastup u kompleksu srednje Tekstilne škole u Paraćinu pred oko 300 ljudi kada na basu originalnog basistu (samo za tu priliku) zamenjuje Zoran Radojković Radojko (Paraćin 04.09.1966.) (ex Metro). Ova postava (sa Vladom) traje do kraja marta 1986. godine. U ovom - svom prvom periodu trajanja, bend je radio isključivo cover numere Hard rock klasika poput Deep Purple, Led Zeppelin, Black Sabbath, Uriah Heep i dr.
Početkom aprila meseca 1986. godine, dolazi do smene gitarista: umesto Maxe, u bend dolazi Aleksandar Sale Glavičić (Varvarin 28.07.1966. god.) nastanjen u Beogradu. U ovoj postavi, bend počinje da komponuje svoj vlastiti autorski materijal čiji muzički pravac možemo tumačiti kao crossover između muzike bendova Deep Purle, Whitesnake, Europe i Bon Jovi, što bi u krajnjem skoru imao kategorizaciju nekog vida zlatne sredine između Hard Rocka i Sweet Metala u najmanju ruku. Nakon komponovanja materijala, počev od marta meseca 1987. godine, bend počinje sa redovnim nastupima u Beogradu u pozorištu Božidarac na Crvenom krstu - mestu gde su se u to vreme održavale vrlo česte Gitarijade. Ovde treba istaći da je reč o čitavoj seriji samostalnih nastupa u ovom prostoru koji je često bio popunjen do poslednjeg stajaćeg mesta - neretko i do 400 ljudi. Od 20. do 24. avgusta 1987. godine, bend snima svoje tri autorske numere u studiju O, Olivera Jovanovića u Beogradu pod producentskom palicom Vladimira Vlade Negovanovića (ex Tunel, Doktor Spira i Ljudska Bića, te post. Dejan Cukić i Spori Ritam Band, Bajaga i Instruktori i Piloti). Reč je o (još uvek neobjavljenom SP – To nije igra !) sa numerama ''Hey, ti, curice !'', ''Kraljica noćnog filma'' i naslovne ''To nije igra !'' Ovi studijski snimci su objavljeni na You Tube Channel–u Mr. Blackman–a.Obzirom na odličan odziv kod publike, autor i voditelj ’’Hita 202’’ Vlada Janković Džet (ex Crni Biseri, Tunel) radi emisiju o bendu puštajući snimke iz studija O sa gostovanjem gitariste Saleta u septembru mesecu 1987. godine. U oktobru 1987. godine, bend završava komponovanje svih (dotadašnjih) svojih 16 autorskih numera čiji je tekstopisac bio Željko Žagar, dok su autori muzike bili svi u bendu. U novembru 1987. godine, Kaiser (osim Beograda) nastupa na Gitarijadama u Paraćinu, Ćupriji, kao i na svom dobro posećenom samostalnom koncertu u diskoteci Supernova u Svetozarevu. U decembru mesecu iste godine, sastav završava svoj serijal nastupa u Beogradu, poglavito u pozorištu Božidarac.
Ova postava je trajala do sredine marta 1988. godine kada Gule odlazi na odsluženje vojnog roka. U aprilu 1988. godine (kao zamena za Guleta) na mesto sledećeg gitariste dolazi Dragoslav Obradović Obrad (ex Visoki Napon, I Rea, Imperia) (rođ. u Svetozarevu 23.10.1963. god.). Ova postava je radila bez Stajce i bez javnih nastupa. Juna 1988. na odsluženje vojnog roka odlazi i drugi gitarista Sale. Od početka svog rada do ovog momenta, Kaiser je radio svoje čuvene probe u Paraćinu u MZ Gloždak. Počev od juna 1988. godine, probe benda se sele iz MZ Gloždak u kuću kod Vlade basiste preko puta stadiona FK Jedinstvo u Paraćinu. U julu 1988. godine, pojavljuje se članak u listu Metal - na strani br. 5 u kojem je opisan dotadašnji rad ovog sastava. U septembru 1988. godine, iz benda izlazi bubnjar Specky kada na njegovo mesto dolazi Dejan Milenković Mika (rođ. u Svetozarevu 29.11.1970. god.) (sadašnji starešina manastira Lešje - otac Jovan) (ex Grifon, Imperia), dok na Obradovo mesto (1. put) dolazi solo gitarista Branislav Bata Cvetičanin (rođ. u Aleksincu 23.05.1968. god.) (ex Grifon, Imperia). Ni ova kratkotrajna postava sa Batom nije imala javne nastupe te on napušta Kaiser 1. put u februaru 1988. godine zbog saznanja da se originalni gitarista Gule vraća u svoj matični bend po okončanju odsluženja vojnog roka.
U martu 1989. godine, Gule se vraća iz JNA i ponovo u svoj matični bend. Za prvomajske praznike 1989. godine, Kaiser u hotelu Morava u Ćićevcu rade svoje sledeće demo snimke za svoj (neizdati EP) Ti si me osvojila (Sada !) (sa naslovnom numerom, zatim: Shvatila si da sam sam!, Ovo je naša sudbina... i Rock'n'Roll) (prve dve numere objavljene su takođe na You Tube Channelu Mr. Blackmana). Na Velikom Rock maratonu u Svetozarevu 27. maja za Dan mladosti,  na parkingu ispred hotela Jagodina (današnji Parking Service) na bini u dva nivoa, na izvrsnom razglasu i u konkurenciji od 15 bendova pred oko 1.000 ljudi na razglasu Jović Tomislava Ćome snage od 6.000 w u zvuku + još dodatnih 3.000 w za rasvetu - Kaiser ubedljivo osvaja I. mesto. U junu mesecu iste godine u bend se vraća gitarista Sale sa odsluženja vojnog roka a 26. avgusta 1989. godine, bend u revijalnom delu nastupa na XXIII Gitarijadi u Zaječaru na Platou SRC Kraljevica pred oko 4.000 ljudi. Nakon ovog nastupa, bend biva spomenut u listu Rock kao učesnik festivala. Bata odlazi na odsluženje svog vojnog roka u septembru 1989. godine.
U novembru mesecu 1989. godine, bend dobija i ponudu za snimanje LP-ja u studiju V PGP RTB-a uz obećan prvi tiraž od 5.000 primeraka sa pratećom promocionom turnejom od 6 meseci po izlasku albuma zalaganjem Zorana Uroševića Urošketa (Mr. Blackmana)(rođ. u Čačku 24.08.1971. god.) s namerom da isti i svira na albumu. Ideja organizatora nije došla do ostvarenja zbog objektivnih okolnosti.
Stajca i Mika odlaze na odsluženje vojnog roka u decembru 1989. godine a Bata završava svoj vojni rok u septembru 1990. godine (ali se tada ne vraća u bend), a po odsluženja svojih vojnih rokova u bend se vraćaju Stajca i Mika u decembru 1990. godine. Tada ulogu basiste (na mesto Vlade) na kratko zauzima Nenad Gajin Coce (rođ. u Svetozarevu 28.10.1976. god.) (ex Mosh, Griva, te post Emir Kusturica & No Smoking Orchestra). 22. februara 1991. godine na Hitu 202 bivaju ponovo puštane njihove numere iz studija O kao najava za predstojeći koncert na Mašinskom fakultetu u Beogradu.Svoj samostalni koncert (u toj postavi) (sa predgrupom Rattlesnake), bend radi na pomenutom fakultetu 24. februara 1991. godine pred oko 500 ljudi (u prostoru koji službeno prima oko 330 stajaćih mesta). Posle ovog nastupa, u bend se vraća originalni basista Vlada i 6. aprila 1991. godine na Gitarijadi u Svetozarevu u Maloj Sali Kulturnog centra pred oko 200 ljudi bend ponovo osvaja I mesto u konkurenciji od 4 benda.
Za vreme prvomajskih praznika 1991. godine,Bata po 2. put ulazi u sastav benda ali sada na mesto basiste (obzirom da je originalni basista Vlada bio u to vreme objektivno sprečen za nastavak rada). U ovom periodu, probe su održavane u Svetozarevu na Đurđevom brdu iznad Gimnazijske česme. Ovakva postava je trajala do jeseni iste godine i nije imala javne nastupe. Ubrzo nakon ovog događaja izbija i rat na prostoru ex YU, te bend odlučuje da privremeno prestane sa radom zbog objektivnih poteškoća sve dok se ne steknu iole korektni uslovi za nastavak rada. 
U aprilu 1992. godine, bend se okuplja u sastavu: Željko, Gule, Stajca, Vlada (ponovo) na basu i Mika. 17. juna 1992. u Jagodini na TV Anteni, bend radi video spot za pesmu To nije igra! sa audio snimkom iz studija O iz 1987. godine a 5. septembra iste godine bend učestvuje na Rock Happeningu u Paraćinu ispred hale sportova 7. juli a 18. oktobra iste godine, bend pravi i svoj poslednji nastup u toj postavi u holu Velike sale Kulturnog Centra u Jagodini sa koga postoji snimljeni i još uvek neobjavljeni materijal. Ovo je inače bio i poslednji nastup sa osnivačem ovog sastava Željka Žagara, kao i kraj jedne karijere u smislu komponovanja i izvođenja muzičkog stila Hard Rock.
U novembru 1992. godine dolazi do personalnih promena u sastavu kada u bend na mesto vokala dolazi Dejan Đorđević Đoka Etiopia (rođ. u Svetozarevu 18.03.1970. god.) (ex II Rea, Etiopia) na mesto Žagara, kao i basista Jovan Joca Radujko (rođ. u Svetozarevu 10.11.1969. god.)(ex Alcatraz, Delta 9, te post The Pop Tones) na mesto Vlade.Ovim personalnim promenama sama muzička koncepcija benda biva preorijentisana na promenu muzičkog pravca kao crossover Rap-a, Funky Sound-a, Popa i Rocka.
U ovoj postavi, sastav nastupa na I Rock maratonu u Paraćinu u hali sportova 7. juli, 22. decembra 1992. godine sa kompletno promenjenim konceptom nastupa i repertoara u odnosu na raniji period rada. U istoj postavi u martu 1993. bend radi spot za pesmu Pokaži mi (Ostavljam sve... ) u Jagodini u TV Anteni u video produkciji Ivana Ivice Milohanovića, dok audio snimak pomenute numere biva rađen u Kragujevcu kod Drakčeta u njegovom studiju. Spot prati i intervju sa članovima benda rađen u Jagodini u studiju TV Antene, a nešto kasnije i u Gradskom parku.
Od maja 1993. godine, probe benda se održavaju u Jagodini kod Mike u podrumu stambene zgrade F1 u naselju Sarina međa gde je tada stanovao. U avgustu mesecu iste godine, bend radi spot za pesmu One More Chance na krovu hotela Jagodina, dok u TV Anteni takođe rade i spot za pesmu Show me the Way... u isto vreme i sve u produkciji Ivana Ivice Milohanovića. Pomenuti spotovi se nalaze na You Tube Channelu Petrović Nebojše Guleta. Ovo je bila i poslednja postava koja je radila sve do septembra 1993. godine kada bend (pod ovim imenom) odlučuje da prestane sa radom.
Originalni pevač i osnivač sastava Željko Žagar je preminuo u Beogradu 17.03.2011. od posledica srčanog udara.
U Kruševcu je 07.09.2021. godine je od posledice virusa ''Covid 19'' u ''Covid bolnici'' preminuo i originalni basista benda – Vladimir  Vlada Simić .

## Spoljašnje veze
- Spot za pesmu One More Chance i gostovanje na jagodinskoj TV Antena, voditelj Dragan Marković,1993. godina
- Kaiser - To nije igra
- Youtube kanal Nebojše Petrovića Guleta